# Chenoa (Illinois)
Chenoa è un comune degli Stati Uniti d'America, situato in Illinois, nella Contea di McLean.